# 九龙街道 (岳池县)
九龙镇，是中华人民共和国四川省广安市岳池县下辖的一个乡镇级行政单位。是岳池文化、经济、教育、行政中心。县人民政府所在地，总人口约20万。2019年12月，撤销大石乡、北城乡、九龙镇，设立九龙街道和朝阳街道。将原大石乡、原北城乡和原九龙镇城北社区、公园路社区、城东社区、万兴社区、园田社区、城南社区、城西社区、文星桥社区、安公桥社区、成果社区、五里牌社区、东湖社区、粟家坝村、石庙子村、高垭口村、百步梯村、范家沟村、民生桥村、洗马滩村、菊花山村、赵椿桥村、曾家堰村、莲花寺村、九龙堰村、向家沟村、即显庙村、土门铺村、七里沟村、张家湾村、双大路村、金弹场村、大坪村以及花园镇自生社区、花朝门村、官大田村所属行政区域划归九龙街道管辖。

## 行政区划
九龙镇下辖以下地区：
公园路社区、园田社区、万兴社区、城东社区、城南社区、城西社区、城北社区、玉皇观社区、安公桥社区、文星桥社区、新平桥社区、成果社区、九龙堰村、麻柳桥村、五里牌村、三合寨村、棱角桥村、大坪村、金弹场村、张家湾村、七里沟村、双大路村、土门铺村、向家沟村、即显庙村、火盆山村、阳角庙村、杜家桥村、九道拐村、横山寺村、胡家岩村、打石窝村、赵家河村、狮子坡村、白鹤桥村、长河村、长坡村、雁落坝村、凤凰山村、白塔村、川主庙村、高垭口村、大坟宝村、遇仙桥村、粟家坝村、回龙沟村、长滩寺村、万塔山村、界牌村、香堂山村、窑罐厂村、民生桥村、范家沟村、石庙子村、百步梯村、洗马滩村、菊花山村、赵椿桥村、曾家堰村和莲花寺村。